# Révolte
Pour les articles ayant des titres homophones, voir Rebel, Rebels, Rebellion (homonymie) et Révolte (homonymie).
 (février 2023).
Si vous disposez d'ouvrages ou d'articles de référence ou si vous connaissez des sites web de qualité traitant du thème abordé ici, merci de compléter l'article en donnant les références utiles à sa vérifiabilité et en les liant à la section « Notes et références ».

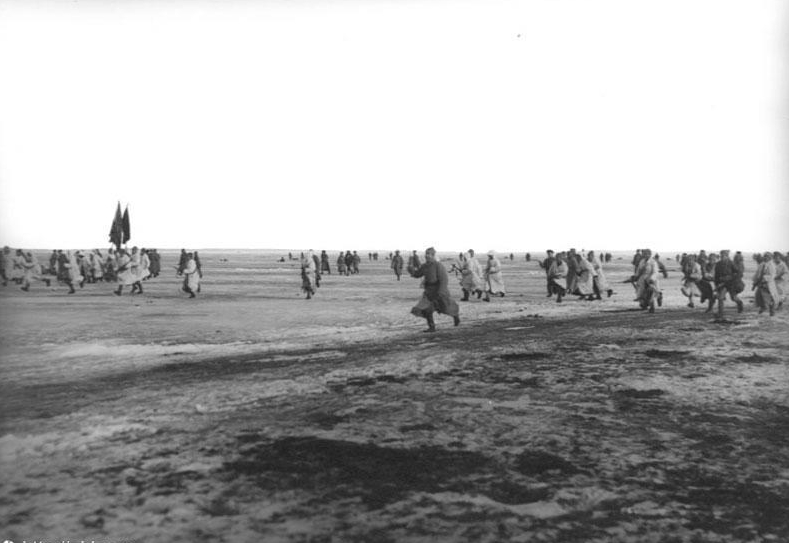
Répression de la mutinerie de Kronstadt. Les soldats de l'Armée rouge attaquent la forteresse insulaire de Kronstadt sur la glace du golfe de Finlande.

La révolte ou rébellion est un sentiment d’indignation et de réprobation face à une situation. Elle est aussi, dans un sens plus précis, le refus actif d'obéir à une autorité. Elle correspond donc à une large gamme de comportements : non-respect des normes sociales, insoumission, désobéissance, tentatives d’insurrection, mutineries, rébellions, tollés. Celui qui se soulève de cette façon est désigné comme rebelle.

## Philosophie
- Henry David Thoreau
- Bernard de Castéra, La Révolte est-elle juste ? Edifa Mame, Paris 2009
- Albert Camus, L'Homme révolté
- Jacques Ellul, Autopsie de la révolution ; De la révolution aux révoltes ; Changer de révolution. L'inéluctable prolétariat.

Henri Laborit, Éloge de la fuite :

« Se révolter, c'est courir à sa perte, car la révolte, si elle se réalise en groupe, retrouve aussitôt une échelle hiérarchique de soumission à l'intérieur du groupe, et la révolte, seule, aboutit rapidement à la soumission du révolté, et la révolte, seule, aboutit rapidement à la suppression du révolté par la généralité anormale qui se croit détentrice de la normalité. Il ne reste plus que la fuite. »

Albert Camus, L'Homme révolté (première phrase du chapitre I) :

« Qu'est-ce qu'un homme révolté ? Un homme qui dit non. Mais, s'il refuse, il ne renonce pas : c'est aussi un homme qui dit oui, dès son premier mouvement. »

## Formes
La révolte peut être individuelle ou collective, organisée ou désorganisée. Elle peut aussi être passive ou agressive.

### Entre action individuelle et action collective
La révolte est le plus souvent le fruit d'une action collective, regroupant un certain nombre de personnes aux intérêts partagés, qui agissent de concert vers un même objectif global. Il existe cependant des révoltes conduites de façon individuelle : c'est le cas du sabotage, du terrorisme, de l'agression. Cela dit, la révolte personnelle est rarement conçue comme révolte à part entière. La révolte réunissant un trop petit nombre d'individus est conçue comme un simple « crime » ou « délit ».
Une révolte rallie toujours un grand nombre d'individualités propres, aux objectifs toujours différents.

### Entre spontanéité et préparation
La révolte est plus ou moins organisée. Elle peut avoir été planifiée ou non, elle a des objectifs plus ou moins clairs (détruire un élément). Elle peut avoir des leaders (organisateurs de la révolte, représentants élus ou prenant la direction sur le tas).
Selon l'universitaire Laurent Bonelli, le politiste américain Barrington Moore « opère un changement de perspective. À la question : « Pourquoi les gens se révoltent-ils ? », il substitue celle-ci : « Pourquoi ne le font-ils pas plus souvent ? ». Quand ses confrères évoquent le poids des inégalités économiques ou celui de la domination raciale, Moore réplique que ces facteurs demeurent dramatiquement constants tout au long de l’histoire, sans pour autant provoquer de soulèvements. S’ils constituent des éléments nécessaires de la révolte, il lui apparaît donc difficile d’en faire une causalité. À partir d’une étude richement documentée sur les ouvriers allemands entre 1848 et la fin des années 1930, l’auteur recherche les raisons pour lesquelles ces derniers s’accommodaient ordinairement d’un ordre social et politique qui leur était défavorable, ainsi que les conditions qui les amenaient, plus exceptionnellement, à le rejeter. Sa principale conclusion est que la stabilité repose essentiellement sur les contreparties concédées par les dominants aux dominés : « Sans le concept de réciprocité — ou mieux, d’obligation morale, un terme qui n’implique pas l’égalité des charges ou des obligations —, il devient impossible d’interpréter la société humaine comme le résultat d’autre chose que de la force perpétuelle et de la supercherie. » Pour Moore, la rupture de ce « pacte social implicite » par certaines fractions des élites explique les contestations ».

## Quelques révoltes célèbres
- Révolte des luddistes (1811-1812)
- Rébellion des Patriotes de 1837-1838
- Rébellion de Kautokeino de 1852
- les jacqueries des croquants sont des révoltes populaires du Sud-Ouest aux XVIIe et XVIIIe siècles,
- les frondes sont des révoltes de la noblesse française contre le roi au XVIIe siècle,
- la guerre des farines a eu lieu en 1775.
- les journées révolutionnaires de la révolution française (14 juillet 1789, 10 août…)
- les jacqueries qui sont des révoltes de paysans français.
- La révolte des Boxers se déroula dans la Chine du début du XXe siècle (d'environ 1899 à 1901).
- Révolte des cipayes (Inde, 1857)
- Révolte des Cabochiens (soulèvement parisien en 1413)
- Révolte d'Inaros
- Les révoltes des esclaves dans l'Antiquité telle la révolte de Spartacus ont été qualifiées de guerres serviles.
- Révolte du Rif, (1957-1959)
- Révoltes de Mai 1968
- Seconde Intifada
- Révoltes du Printemps noir
- Printemps arabe
- Révolution haïtienne

## Légitimations théoriques de la révolte

### Dans le droit
- En France, la Déclaration des droits de l'homme et du citoyen de 1789 affirme le droit de résistance à l'oppression comme un des droits de l'homme avec la propriété, la sûreté et la liberté ;
- Et dans la Déclaration des droits de l'homme et du citoyen de 1793 : « Quand le gouvernement viole les droits du peuple, l'insurrection est pour le peuple et pour chaque portion du peuple, le plus sacré des droits et le plus indispensable des devoirs. » - Article 35

## Dans la culture
La notion de révolte a inspiré les œuvres suivantes :
- La Révolte (chant anarchiste du XIXe siècle)
- La Révolte (film)
- La Révolte (pièce de théâtre)
- La Révolte de Bunny
- La Révolte de Caïn
- La Révolte de Job
- La Révolte de Spartacus
- La Révolte de Sparte
- La Révolte des Cipayes
- La Révolte des Indiens Apaches
- La Révolte des Neuf
- La Révolte des Triffides
- La Révolte des anges
- La Révolte des autos
- La Révolte des barbares
- La Révolte des dieux rouges
- La Révolte des enfants (film)
- La Révolte des enfants (épisode de Star Trek)
- La Révolte des esclaves
- La Révolte des gladiateurs
- La Révolte des gladiatrices
- La Révolte des gueux
- La Révolte des haïdouks
- La Révolte des innocents
- La Révolte des intra-terrestres
- La Révolte des mannequins
- La Révolte des masses
- La Révolte des morts-vivants
- La Révolte des nonnes
- La Révolte des pendus
- La Révolte des prisonniers
- La Révolte des prétoriens
- La Révolte des pêcheurs
- La Révolte des rois
- La Révolte des zombies
- La Révolte des élites et la trahison de la démocratie
- La Révolte du sage
- La Révolte masculiniste
- La Révolte à deux sous
- Révolte
- Révolte poésie de Léon Dierx
- La Révolte, chanson de Sébastien Faure
- Révolte, poème de Charles Cros